# Ministrowie pracy Danii

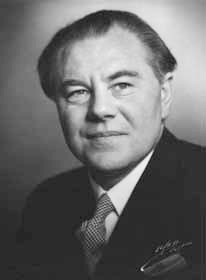
Hans Hedtoft

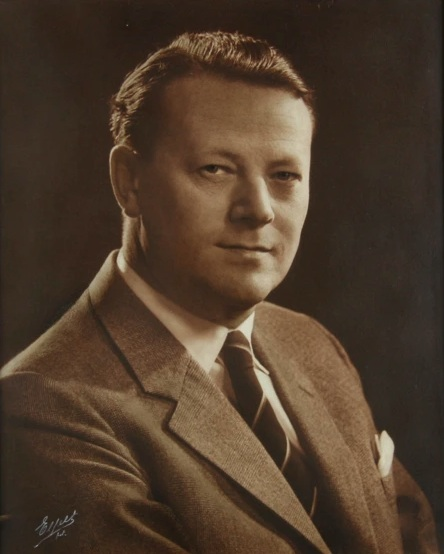
Jens Otto Krag

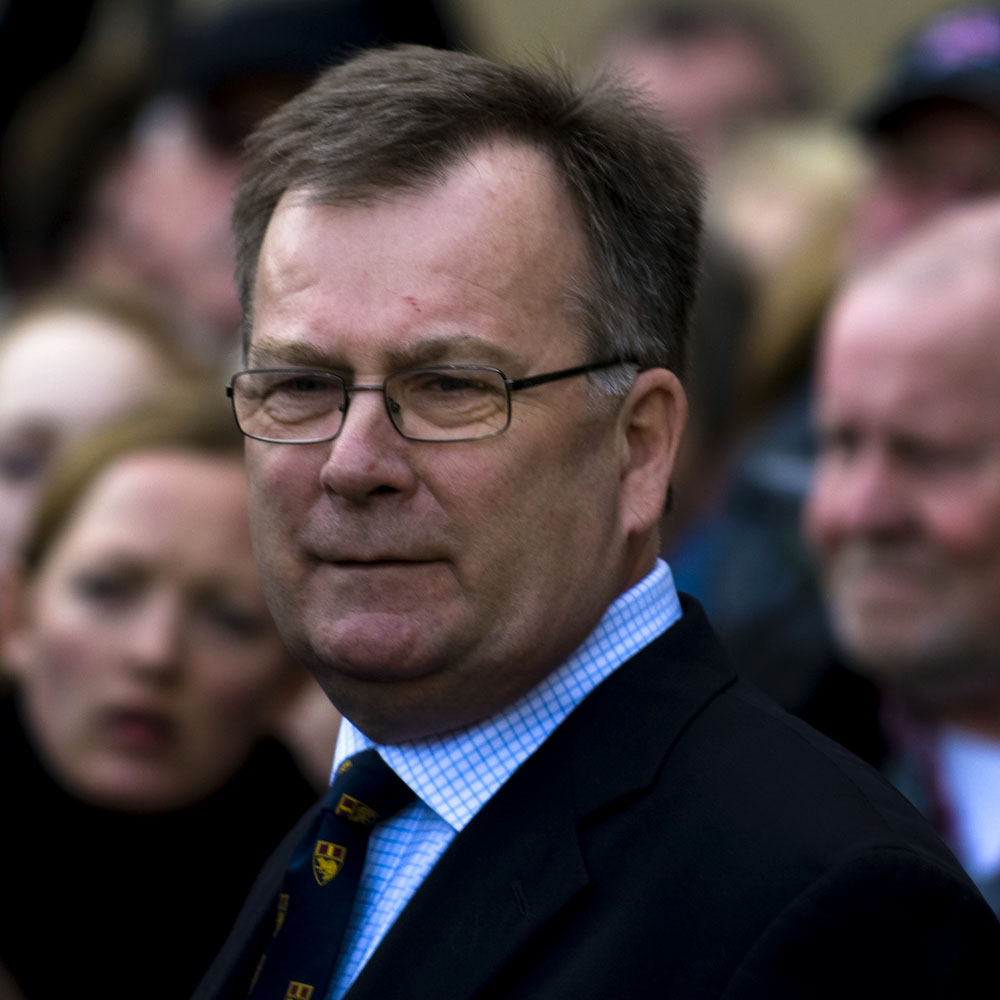
Claus Hjort Frederiksen

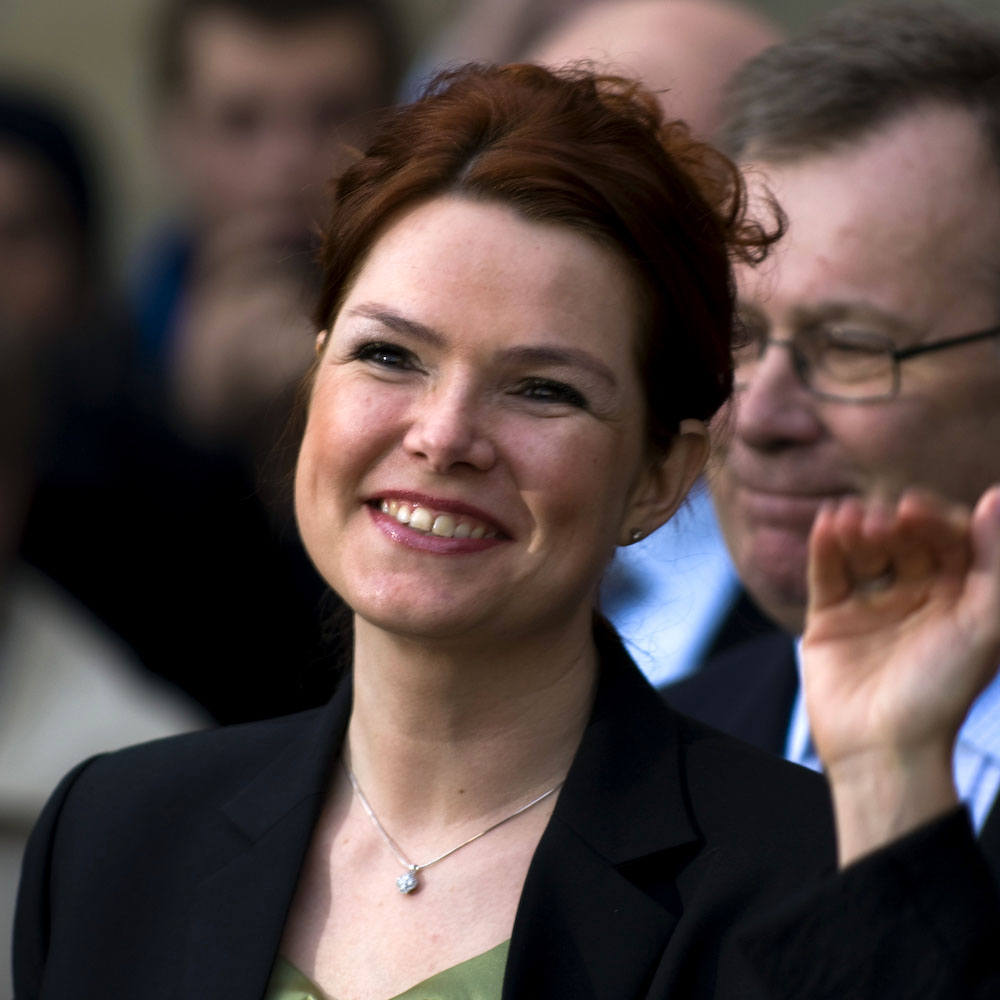
Inger Støjberg

## Lista duńskich ministrów pracy (od 1942)
| Od                   | Do                   | Minister pracy                                        | Ur.–Zm.   |
| -------------------- | -------------------- | ----------------------------------------------------- | --------- |
| 9 lutego 1942        | 5 maja 1945          | Johannes Kjærbøl (Social Democrat)                    | 1885–1973 |
| 5 maja 1945          | 7 listopada 1945     | Hans Hedtoft (Socialdemokraterne)                     | 1903–1955 |
| 7 listopada 1945     | 24 kwietnia 1947     | Søren Peter Larsen (Venstre)                          | 1888–1948 |
| 24 kwietnia 1947     | 13 listopada 1947    | Jens Sønderup (Venstre)                               | 1894–1978 |
| 13 listopada 1947    | 23 listopada 1948    | Marius Sørensen (Socialdemokraterne)                  | 1891–1964 |
| 23 listopada 1948    | 30 października 1950 | Johannes Kjærbøl (Socialdemokraterne)                 | 1885–1973 |
| 30 października 1950 | 30 września 1953     | Poul Sørensen (Konserwatywna Partia Ludowa)           | 1904–1969 |
| 30 września 1953     | 1 listopada 1953     | Johan Strøm (Socialdemokraterne)                      | 1898–1958 |
| 1 listopada 1953     | 1 lutego 1957        | Jens Otto Krag (Socialdemokraterne)                   | 1914–1978 |
| 28 maja 1957         | 27 sierpnia 1963     | Kaj Bundvad (Socialdemokraterne)                      | 1904–1976 |
| 27 sierpnia 1963     | 2 lutego 1968        | Erling Dinesen (Socialdemokraterne)                   | 1910–1986 |
| 2 lutego 1968        | 11 października 1971 | Lauge Dahlgaard (Radikale Venstre)                    | 1919–1996 |
| 11 października 1971 | 19 grudnia 1973      | Erling Dinesen (Socialdemokraterne)                   | 1910–1986 |
| 19 grudnia 1973      | 13 lutego 1975       | Johan Philipsen (Venstre)                             | 1911–1992 |
| 13 lutego 1975       | 10 września 1976     | Erling Dinesen (Socialdemokraterne)                   | 1910–1986 |
| 8 września 1976      | 10 września 1977     | Erling Jensen (Socialdemokraterne)                    | 1919–2000 |
| 1 października 1977  | 10 września 1982     | Svend Auken (Socialdemokraterne)                      | 1943–2009 |
| 10 września 1982     | 12 marca 1986        | Grethe Fenger Møller (Konserwatywna Partia Ludowa)    | 1941–     |
| 12 marca 1986        | 30 października 1989 | Henning Dyremose (Konserwatywna Partia Ludowa)        | 1945–     |
| 30 października 1989 | 25 stycznia 1993     | Knud Erik Kirkegaard (Konserwatywna Partia Ludowa)    | 1942–     |
| 25 stycznia 1993     | 23 marca 1998        | Jytte Andersen (Socialdemokraterne)                   | 1942–     |
| 23 marca 1998        | 27 listopada 2001    | Ove Hygum (Socialdemokraterne)                        | 1956–     |
| 27 listopada 2001    | 7 kwietnia 2009      | Claus Hjort Frederiksen (Konserwatywna Partia Ludowa) | 1947–     |
| 7 kwietnia 2009      | 3 października 2011  | Inger Støjberg (Venstre)                              | 1973–     |
| 3 października 2011  | sprawuje urząd       | Mette Frederiksen (Socialdemokraterne)                | 1977–     |